# Zastava Madžarske
Zastava Madžarske izvira iz gibanja za nacionalno svobodo pred letom 1848, ki je doseglo vrhunec z madžarsko revolucijo leta 1848. Revolucija ni bila le v nasprotju z monarhijo, temveč tudi proti Habsburškemu cesarstvu, pa tudi za oblikovanje neodvisne republike. V skladu s tem ima madžarska zastava tribarvni element, ki temelji na francoski zastavi, kot odraz idej francoske revolucije; medtem ko so rdeča, bela in zelena barve, ki izhajajo iz zgodovinskega madžarskega grba, ki je v bistvu ostal v enaki obliki od sredine 15. stoletja, z izjemo nekaterih manjših razlik. So bile združene iz grba, ki se je prvič pojavil ob koncu 12. in začetku 13. stoletja kot grb Árpádovcev, ustanovna dinastije Madžarske. Proge so vodoravne in ne navpične, da preprečijo zamenjavo z italijansko zastavo, kljub temu, da je pasica v tej obliki pred italijansko trobojnico vsaj 7 let, vendar so jo Italijani leta 1797 sprejeli za zastavo italijanske države. Drugi viri pravijo, vendar brez dokazov, da je bila najnovejša oblika madžarske trobojnice uporabljena že od leta 1608 ob kronanju Matija II. Madžarskega in naslednjih kronanjih. Folklora romantičnega obdobja je barve pripisovala vrlinam: rdečo za moč, belo za zvestobo in zeleno za upanje. Sicer pa rdečo za prelito kri za domovino, belo za svobodo in zeleno za zemljo in madžarske pašnike. Nova ustava, ki je začela veljati 1. januarja 2012, nam daje  prvo znano uradno razlago: moč (erő), zvestoba (hűség) in upanje (remény).
| (od 1957)     | Rdeča        | Bela        | Zelena       |
| ------------- | ------------ | ----------- | ------------ |
| Pantone       | 3546c        | Safe        | 2273c        |
| CMYK          | 0-100-100-20 | 0-0-0-0     | 100-0-100-60 |
| RGB           | 205-0-0      | 255-255-255 | 0-102-0      |
| Šestnajstiški | #CD0000      | #FFFFFF     | #006600      |

## Barve
Barve zastave Madžarske so določene v uradnem dokumentu MSZ 1361:2009:
| Barvna shema    | Pantone             | CIELAB              | RGB           | Šestnajstiški |
| --------------- | ------------------- | ------------------- | ------------- | ------------- |
| Karminsko rdeča | 18-1660 TCX Tomato  | 44.0, 60.0, 32.0    | 206, 41, 57   | #CE2939       |
| Bela            | ni na voljo         | 100.0, 128.0, 128.0 | 255, 255, 255 | #FFFFFF       |
| Temno zelena    | 18-6320 TCX Fairway | 37.5, 26.0, 144.0   | 71, 112, 80   | #477050       |